# ملعب فيليسيانو غامبارتي
ملعب فيليسيانو غامبارتي (بالإنجليزية: Estadio Feliciano Gambarte)‏ هو ملعب كرة قدم يقع في مندوسا، الأرجنتين، يتسع لـ 14,000 متفرج.

## التاريخ
افتتح الملعب في 3 أغسطس 1959.